# Huỳnh Quỳ
Huỳnh Quỳ (1828-1926), hiệu: Hướng Dương, tục danh: Tú Quỳ (vì chỉ đỗ Tú tài); là nhà giáo, nhà thơ Việt Nam thời Nguyễn.

## Tiểu sử
Theo gia phả hệ tộc Huỳnh (hay Hoàng) ở Giảng Hòa, Huỳnh Quỳ sinh ngày 15 tháng 5 năm Mậu Tý (1828) dưới triều vua Minh Mạng, tại Giảng Hòa, xã Lộc Quý, huyện Đại Lộc, tỉnh Quảng Nam (nay là xã Đại Thắng, huyện Đại Lộc, tỉnh Quảng Nam).
Nội ông, cha ông (Huỳnh Kim Cang) và ông đều đỗ Tú tài. Mặc dù ông đi thi mấy lần và luôn đỗ đầu (đỗ lần đầu năm 19 tuổi). Vì thế, ông được người đời gọi là Tú Quỳ .
Ông không ra làm quan, tuy được triều đình Huế bổ dụng. Suốt đời ông chỉ ham phiêu du khắp các tỉnh từ Quảng Nam đến Bình Thuận, đi đến đâu ông cũng mở trường dạy học và làm thơ phúng thích. Học trò ông có nhiều người giỏi.
Về già ông nghỉ dạy, vui thú ruộng vườn, nhưng vẫn tiếp tục sáng tác. Đến tuổi cửu tuần, vua Khải Định ban cho ông hàm "Hàn Lâm Đãi chiếu". Nhân đó, Tú Quỳ đã viết câu liễn thờ như sau: 
Thảo võ thiệu huy phong kim bảng
Khoa danh lam thế diễn hoàng ân
Ba vãn tiết ngọc đường
Thanh giá vạn niên hương.
Tạm dịch là: Một nhà cỏ được dựng nên, ba đời chiếm bảng vàng rực rỡ, ơn vua ban như hoa nở muộn (ba vãn tiết) lừng danh thi phú tiếng vang xa .
Huỳnh Quỳ mất năm Bính Dần (17 tháng 4 năm 1926) dưới triều vua Bảo Đại, thọ 98 tuổi.
Hay tin ông mất, Tiến sĩ Phạm Liệu (một bạn văn và cũng là đại thần triều Thành Thái, Duy Tân) có làm câu điếu: 
Gia học kế thừa ngã ngoại tổ môn trung túc xưng cao đệ,
Quốc văn đề xướng đại sáng đường hội diện hiệp bái tiên huy.
Nghĩa là:
Nối nghiệp học hành của gia đình, học nơi nhà ngoại tổ, ông sớm nổi danh là cao đệ [của ngài];
Vì sự nghiệp cổ súy quốc văn, ngày nay chúng ta gặp nhau tại nhà chủ soái cùng lạy tiên sinh.

## Sự nghiệp văn chương
Huỳnh Quỳ sáng tác nhiều, phần lớn đều bằng chữ Nôm, và nhiều thể loại: thơ ca, văn tế, thơ tín, vè, câu đối; nhưng nay đã thất lạc gần hết.
Nhận xét về sự nghiệp văn chương của ông, Từ điển nhân vật lịch sử Việt Nam có đoạn:
Tinh thần phúng thích trong thơ Tú Quỳ gần như thấm sâu trong văn phong ông. Bút pháp, văn mạch ông rất tự nhiên, thanh thản đôi khi bình dị, dù cho đó là chốn thiền môn ông cũng không ngớt lời đả kích nơi trang nghiêm mà sa đọa vào thời đạo Phật đi vào con đường thoái hóa; hoặc các hiện tượng sai trái, xấu xa trong cuộc sống nhân sinh....

## Thơ Tú Quỳ
Giới thiệu hai bài thơ tiêu biểu của ông:
| Vịnh hát bội Nhỏ mà không học, lớn làm ngang Trống đánh ba hồi đã thấy quan. Ra rạp, ngồi trên ba đứa hiệu, Vô buồng, đứng dưới mấy ông làng. Còn màu son phấn: ông kia nọ, Cởi lốt cân đai: chú điếm đàng. Tuy chẳng vinh chi, nhưng cũng sướng, Đã từng trợn mắt, lại phùng mang. | Nước lụt Mưa từng chặp, gió từng hồi, Ngoảnh lại giang san ngập cả rồi! Lũ kiến bất tài đeo ngọn cỏ, Chòm rêu vô lực đóng bèo trôi. Linh lang vườn rộng nghe chim hót, Lỏng khỏng giường cao thấy chó ngồi. Thương bấy hạ dân sao xiết kể, Nào ông Hạ Vũ ở đâu rồi! |

## Sách tham khảo
- Nguyễn Q. Thắng- Nguyễn Bá Thế, Từ điển nhân vật lịch sử Việt Nam. Nhà xuất bản Khoa học xã hội, 1992.
- Nguyễn Văn Xuân, "Tú Quỳ-Một trường hợp" in trong Một người Quảng Nam. Nhà xuất bản Xưa và Nay, 2010.